# Lychnopsis bofilli
Lychnopsis bofilli Vidal, 1917 és una espècie de caragol terrestre extingida i endèmica de l'Eocè i l'Oligocè de Mallorca (Illes Balears, Mediterrània occidental).